# جنينة مول
جنينة مول تم إنشاؤه عام 1999 في شارع البطراوى المتفرع من شارع عباس العقاد في مدينة نصر استجابة لنداء الدولة في التنمية و زيادة الاقتصاد فاا هو من اقدم المولات في الشرق الاوسط و يضم العديد من المحال التجاريه و الماكولات ابرازها فاني فود و لوكا كاندي

## سبب التسمية
ينسب اسمه إلى رئيس مجلس إدارة المول محمد عبد الحميد جنينة.

## مكونات المول
يتكون المول من 5 طوابق كبيرة تحتوى على 300 محل تجارى من محلات ملابس والهدايا والإكسسوارات ومنتجات جلدية ومفروشات وموبايل ومستلزمات الكمبيوتر إلى جانب حوالي 10 مطاعم كبيرة إلى جانب صالة للتزحلق على الجليد الطبيعي بالإضافة إلى 6 سينمات.

## الدور الأول
ويسمى (A)
تبلغ مساحته 5150 متراً مربعاً وله مدخلان رئيسيان ومحاط بحدائق على مساحة 3000 متراً مربعاً حول المدخل الرئيسي ويحتوي على أكثر من 90 محلاً تجارياً ومطعم للوجبات الشرقية السريعة (لوبي لونج) وهذا المطبخ هو الرئيسي لخدمة مطاعم جنينه مول (طبلية - لوبي لونج - تراس كافيه) وهو مجهز بأحدث المعدات لخدمة الحفلات والولائم ويقوم بتوصيل الطلبات ويحتوي أيضاً على ماكينة الصرف الآلي إدارة البنك التجاري الدولي ATM CIB.
- كل محل في الدور الأول رقم يبدأ بالحرف A.

## الدور الثاني
ويسمى (B)
وتبلغ مساحته 5150 متراً مربعاً وبه ثلاث مداخل رئيسية ويحتوي على محلات ذات المساحات الكبيرة ويحتوي على صالة للتزحلق على الجليد الطبيعي مساحته 330 مترً مربعاً يتوسط الدور ويعلوه سقف البانوراما الذي يميز المول وهذا الملعب هو الملعب الوحيد على مستوى مصر وبالدور الثاني عدة مطاعم منها المطعم الإيطالي سبارو وكذلك مطعم شرقي (طبلية) وبه كافيتريا أمامه وكذلك كافيتريا وصاية وتراس كافيه التي تتمتع بالمنظر الخلاب لحدائق المول على شارع البطراوي وكذلك مطعم ماكدونالدز ومطعم وكافيتريا فرح.
كما يحتوي الدور على أربع دور عرض سينمائي على أرقى مستوى من التجهيز بإجمالي 556 مقعد وهي سينما رقم 3 و 4 و 5 و 6 وبالدور أيضاً ملعب التزحلق وصيدلية العزبي ومحل تسيباس للحلويات الشرقية والغربية يمين المدخل الرئيسي وماكينة الصرف الآلي بإدارة البنك المصري التجاري وماكينة الصرف الآلي بإدارة بنك المؤسسة العربية المصرفية.
- وكل محل في الدور الثاني رقم يبدأ بالحرف B.

## الدور الثالث
ويسمى (C)
وتبلغ مساحته 5300 متراً مربعاً ويحتوي على 74 محلاً بالإضافة إلى منفذ خدمات شركة فودافون وماكينة السداد الآلي EDM بإدارة سيتي بنك وشركة لتسويق خدمات القرى السياحية (Network).
- يأخذ كل محل في هذا الدور اسم يبدأ بالحرف C.

## الدور الرابع
ويسمى (D)
تبلغ مساحته 5300 متراً مربعاً ويحتوي على 83 محلاً وقاعتين عرض سينمائي على أرقى مستوى من التجهيز بإجمالي 660 مقعد وهي سينما رقم 1 وسينما رقم 2 وعلى منفذ لتسويق القرى السياحية (شركة Discovery).
- كل محل في هذا الدور له رقم يبدأ بالحرف D.

## الدور الخامس
ويسمى (F)
يحتوي على مكتب رئيس مجلس الإدارة، ومكاتب إدارة جنينه مول، ومركز التجميل ويفز بيوتي سنتر.

## محال رئيسية
- محلات الملابس : بلاك لاين، داكور، ليزر لاين، قطونيل، إليجانس، تانجو، الحلوة، موتا، كوكيت، بيلادونا، جالاكسي بارلو، دندشة.....
- المنتجات الجلدية والأحذية : مارينا، الغرباوى، فويس، سندس.....
- اتصالات : فودافون، ماتريكس، موبينيل.
- مطاعم وكوفي شوب : سبارو، وصاية، ماكدونالدز.....
- ماكينات صرف آلي : البنك التجاري الدولي سى آى بى، المؤسسة العربية المصرفية إيه بى سى، بنك باركليز مصر، البنك المصري التجاري بيريوس مصر.
- صيدلية : العزبي.